# Пробоство-Дольне
Пробоство-Дольне (пол. Probostwo Dolne) — село в Польщі, у гміні Любане Влоцлавського повіту Куявсько-Поморського воєводства.
Населення — 288 осіб (2011).
У 1975-1998 роках село належало до Влоцлавського воєводства.

## Демографія
Демографічна структура станом на 31 березня 2011 року:
|          | Загалом | Допрацездатний вік | Працездатний вік | Постпрацездатний вік |
| -------- | ------- | ------------------ | ---------------- | -------------------- |
| Чоловіки | 155     | 40                 | 104              | 11                   |
| Жінки    | 133     | 27                 | 83               | 23                   |
| Разом    | 288     | 67                 | 187              | 34                   |